# Петър Житаров
Петър Ненов Житаров е български политик, 40-и кмет на Бургас в периода 30 януари – 12 юни 1920 г., тесен социалист.

## Биография
Роден е на 8 ноември 1876 г. в айтоското село Айзаплий. След завършване на гимназията Петър Житаров поема учителското поприще. Една година учителствува в Ямболско, а след това още една година – в родното си село. Участва в Балканската война като нестроеви редник към 41 пехотен полк и в Първата световна война като нестроеви редник в 24 пехотен полк. Бил е общински съветник и училищен настоятел в Айтос. На 30 януари 1920 г. става кмет на Бургас от листата на БКП (тесни социалисти). Остава на поста до 12 юни същата година, когато е освободен от поста по здравословни причини и на негово място е избран Коста Кехайов. Умира на 10 февруари 1938 г. в Бургас.